# Paulliniodae
Paulliniodae je novopriznati biljni nadtribus, dio porodice sapindovki. Sadrži četiri potklada oznaćena kao tribusi.
Morfološka obilježja: zigomorfni cvjetovi.

## Tribusi
1. Athyaneae Acev.-Rodr., 2017
2. Bridgesieae Acev.-Rodr., 2017
3. Paullinieae Kunth, 1821
4. Thouinieae Blume, 1847